# Liz McComb
Liz McComb est une chanteuse, compositrice et pianiste américaine de gospel et de spirituals, de blues, de jazz et de soul, née le 1er décembre 1952 à Cleveland (Ohio),  surnommée « la pasionaria du gospel ». Elle a aussi participé à plusieurs scénarios de films.

## Biographie

### Des racines dans la patrie du gospel
Elizabeth McComb est née le 1er décembre 1952 à Cleveland (Ohio) dans une famille afro-américaine originaire du Mississippi
Elle est la sixième parmi sept enfants. Son père, ouvrier d’usine, est décédé quand elle était petite. Sa mère, religieuse comme toute la famille, deviendra prédicatrice et pasteur d’une église pentecôtiste.
Trois de ses sœurs forment le groupe vocal The Daughters of Zion, populaire dans les églises locales[réf. nécessaire]. Beaucoup plus tard, elles accompagneront occasionnellement Liz McComb dans ses concerts.
Liz commence à chanter dès l’âge de trois ans. Chez elle on écoute principalement les grandes voix du gospel : The Staple Singers, Sister Rosetta Tharpe et surtout Mahalia Jackson qui devient vite son idole et son modèle, dont elle apprend et reprend le répertoire par cœur. En même temps son unique frère, qui est devenu trompettiste, lui révèle les grandes figures du jazz, de Louis Armstrong à Charlie Parker et Max Roach en passant par Nat King Cole et Sarah Vaughan.
Liz a étudié le violon, mais l’a vite délaissé au profit du piano, « sur lequel son cœur est parfaitement accordé », dit-elle. Elle l’apprend en autodidacte, et finira par sauter le pas sur un coup de tête, remplaçant un soir son pianiste au pied levé, pour devenir progressivement l’une des meilleures chanteuses-pianistes de sa génération.
Encore adolescente, elle intègre l’école puis la troupe du centre culturel Karamu House Theater. Elle en profite pour étudier l’histoire et la culture de la communauté afro-américaine. C’est l’époque de la lutte pour les droits civiques, qui marquera profondément sa conscience et sa vie entière.

### Ses débuts dans la chanson
Tout le monde la complimente depuis toujours sur sa voix et elle rêve fugitivement de devenir une star à Broadway. Elle part à New York et postule à quelques auditions pour des revues et comédies musicales.
Soutenue par sa cousine Annie Moss, elle est recrutée dans le groupe The Jean Austin Singers, qui participera aux tournées européennes de la revue itinérante Roots of Rock’n’Roll. Liz McComb découvre alors les grandes scènes internationales.
Tournant régulièrement en Allemagne, en Espagne, en France et en Suisse, elle va y côtoyer désormais des « monstres sacrés », pour lesquels assurera la première partie de leurs concerts, comme Bessie Griffin ou Helen Humes, Luther Allison ou B. B. King, James Brown, Ray Charles, Memphis Slim ou Taj Mahal, Randy Weston, etc.

### La période européenne
Elle séjournera dès lors régulièrement en Europe, retournant plusieurs fois par an aux États-Unis.
Elle séjourne d’abord en Suisse où elle fait sensation au Festival de Montreux[réf. nécessaire]. Puis elle choisit Paris comme résidence principale. Elle y rencontre notamment Maurice Cullaz, célèbre critique de jazz et pionnier de la découverte du gospel par l’Europe, qui repère immédiatement en elle un renouveau de cette musique.
Sous son impulsion, Liz McComb fonde à Paris le quatuor « Psalms », avec Jerome Van Jones, Lavelle McKinnie Dugan et Gregg Hunter, dont la mort, ainsi que celle de sa femme, des suites du SIDA, la plonge dans une profonde dépression.

### Une rencontre et un déclic
Quelque temps après, Liz McComb rencontre le producteur français Gérard Vacher, athée et libre-penseur, ancien militant trotskyste, qui lui consacrera l’essentiel de sa vie.
En peu de temps, cette relation étrange, à la fois fusionnelle et perpétuellement conflictuelle, va faire de Liz McComb ce qu’elle aurait pu devenir bien avant : une superstar du gospel, à l'image de son idole Mahalia Jackson.[réf. nécessaire]

### Entre gloire et piété
À quarante ans, Liz McComb apprend à vivre une double vie. D’un côté, elle fait salle comble dans les salles parisiennes, au Casino de Paris (où elle est la seule chanteuse afro-américaine à obtenir le même succès que jadis Joséphine Baker) comme à l’Olympia, où son triomphe rappelle ceux de Jimi Hendrix ou de Frank Sinatra). Elle ne s’en émeut pas outre-mesure, le lendemain, elle reprendra l’avion incognito vers la minuscule église de sa mère à Cleveland, où elle redeviendra ce qu’elle est : une chanteuse de gospel parmi tant d’autres.
Entre l’enthousiasme impatient d’un impresario-admirateur qui veut faire d’elle une superstar et son désir d’exprimer sa foi en restant avant tout une religieuse militante, Liz McComb ne fera que renforcer sa personnalité et saura très vite y retrouver un certain équilibre.
Son caractère trempé l’empêche définitivement de succomber au « péché », aux tentations faciles de la gloire et du succès.

### L'apport d'un héritage
Liz McComb a conscience d’être l’une des rares héritières d’un fabuleux patrimoine culturel et musical. Dès ses premiers disques personnels, elle s’est fait (sans le vouloir) une spécialité d’interpréter de façon originale les plus anciens « negro spirituals », ceux du temps de l’esclavage. Elle est dans sa génération l’une des dernières à connaître et à interpréter ces « chants de liberté » parce que l’histoire de sa famille en fait pour elle un répertoire évident et naturel.
C’est ce qui fait l’importance historique de Liz McComb : au XXIe siècle, elle est peut-être la seule chanteuse dont la famille semble lui avoir légué intact l’héritage des chants religieux africains-américains du XIXe siècle – peut-être même du XVIIIe siècle, dont semble dater au moins une de ses chansons favorites, Sinner, Please.
Cela n’empêche pas McComb de chanter le passé et le futur, de composer, et au cours des années 1990, de s’imposer par ses propres chansons, aux paroles toujours religieuses, mais dont la musique s’imprègne de plusieurs tendances contemporaines : soul, funk, rap, etc.
Elle est invitée dans plusieurs les festivals et voyage beaucoup. Elle découvre ainsi la réalité de l’Afrique de ses ancêtres, que préfèrent ignorer la majorité des Afro-Américains. Elle ne sait pas d’où viennent ses ancêtres, mais elle se découvre d’innombrables cousins lors de ses tournées au Congo, en Côte d’Ivoire ou au Sénégal. Cette découverte de la pauvreté et de la dignité la font réfléchir sur le sens de son engagement et de ses chansons. What Happened to the Love ? exprime cette interrogation.

### L'arrivée du succès américain
Liz McComb, européenne depuis vingt ans, est alors presque inconnue aux États-Unis. Pourtant, elle représentera les États-Unis à Bethléem, au concert organisé pour le 2 000e anniversaire de Jésus. D’autres concerts, en Palestine et au Liban, l’ont convaincue de devenir avant tout une « messagère de la paix », et une autre chanson personnelle, The Peacemakers, deviendra désormais son antienne, elle le chantera partout, avec d’innombrables chorales.
C’est alors que la vie musicale de Liz McComb connaît une parenthèse. Comme poussée par un pressentiment, elle s’envole vers La Nouvelle-Orléans pour y enregistrer un disque très différent de tout ce qu’elle a fait jusque-là.
Prémonition ou simple hasard, elle enregistre Spirit of New Orleans, enregistré hâtivement avec quelques-uns des meilleurs musiciens de la place, peut être écouté comme un testament musical de cette ville avant l'ouragan Katrina.
Liz McComb se passionne aussi pour les chants et les tambours traditionnels des Caraïbes, en particulier ceux de la Guadeloupe, convoqués à ses concerts des années 2006-2007, et présents dans la trilogie de CD qu’elle entame sous le titre : Soul, Peace & Love.
Liz McComb s’affirme ainsi comme l’instigatrice du global gospel. Ce concept inventé pour elle reflète surtout le fait qu'elle est devenue la plus « mondialisée » des chanteuses de gospel. Elle est la seule de sa génération qui a su échapper, comme l’avait fait jadis son idole, son modèle Mahalia Jackson, au nationalisme étroit qui prétendait faire du gospel une musique exclusivement américaine.
Son neveu, Frank McComb, est pianiste et chanteur.

### Une voix moderne
Même si elle reste fidèle à la tradition culturelle et musicale africaine-américaine, Liz McComb s’exprime de plus en plus comme une « citoyenne du monde ». Elle vit entre Cleveland et Paris, elle voyage dans le monde entier et son répertoire ne cesse de s’élargir.
Sa passion pour la pédagogie du chant l'incite à animer de nombreux « ateliers » pour initier au gospel des chorales adolescentes de formation « classique ». Sa démarche éclectique et universaliste, dès le début du siècle, a préfiguré un changement radical des États-Unis. L’élection de Barack Obama est en partie le résultat d’un activisme obstiné et triomphal de la communauté africaine-américaine pour faire évoluer les mentalités de la société américaine. La musique de McComb reflète cette ouverture : elle chante Beethoven, Édith Piaf, Duke Ellington et Gershwin, toujours à sa façon, avec cette spiritualité qui rappelle l’histoire tragique de ses ancêtres, mais aussi avec une sérénité nouvelle qui domine  son nouvel album Sacred Concert.

## Discographie
- Acoustic Woman, 1992 (Back to Blues/GVE) distribution EMI
- Rock my Soul, 1993 (Back to Blues/GVE) distribution EMI
- Live, 1994 (Back to Blues/GVE/licence Sony) distribution EMI
- Trilogy, Coffret 3 CD (Back to Blues/GVE) épuisé
- Time is Now, 1996 (Back to Blues/GVE) distribution EMI
- Live à l'Olympia, 1998 (Back to Blues/GVE) distribution EMI
- Le Meilleur de Liz McComb, 1998 (Back to Blues/GVE/licence TF1 musique)
- The Spirit of New Orleans, 2001 (Back to Blues/GVE)distribution EMI
- L'Essentiel/FIRE, 2001 (Back to Blues/GVE) distribution EMI
- Soul, Peace & Love, 2007 (Back to Blues/GVE) distribution EMI
- The Sacred Concert, 19 mai 2009 (GVE) distribution Naïve
- I Believe (CD + DVD), 16 novembre 2010 (GVE) distribution Naïve
- Liz McComb, the integral 1991 - 2011, 2011 (GVE)
- Brassland (CD + DVD Live Summer) 2013

## Videographie de concerts
- Saint-Augustin – (solo & duo) Paris
- Olympia – Paris – DVD distribution EMI
- Vienne Jazz Festival – 1999 et 2002
- Parc Floral Jazz Festival – Paris
- Eglise de La Madeleine – Paris 1995 et 1996
- Basilique Sainte-Clotilde – Paris
- Eglise des Invalides – Paris
- Eglise Saint-Sulpice 2002 – Paris
- Opéra de Lyon 1994
- Athènes (Acropole)
- Festival de Fes avec l’ARC gospel choir
- Vittoria Jazz festival
- Quai du Blues/Nouvel Obs Event – Paris
- Bethléem 24-12-99
- Music Mania avec 3 pianos
- Palais des Sports de Paris en HD (fev 2007)
- Festival de Coutances en HD (Mai 2007)